# پدرینا
پدرینا (به اسپانیایی: Pedreña) یک منطقهٔ مسکونی در اسپانیا است که در Marina de Cudeyo واقع شده‌است. پدرینا ۱٬۴۵۴ نفر جمعیت دارد و ۳۸ متر بالاتر از سطح دریا واقع شده‌است.